# Divisiones administrativas de Liaoning
Liaoning, provincia de la República Popular China, está formada por las siguientes Divisiones Administrativas:
- 14 Divisiones de Nivel de Prefectura
  - Todas son Ciudades de Nivel de Prefectura
- 100 Divisiones de Nivel de Distrito
  - 17 Ciudades de Nivel de Distrito
  - 19 Distritos
  - 8 Distritos Autónomos
  - 56 Sectores
- 1532 Divisiones de Nivel de Municipio
  - 614 Pueblos
  - 302 Municipios
  - 77 Municipios Étnicos
  - 539 Subsectores

Este cuadro muestra las Divisiones de Nivel de Prefectura y de Nivel de Distrito.
| Nivel de Prefectura                    | Nivel de Distrito                            | Nivel de Distrito       | Nivel de Distrito                |
| Nivel de Prefectura                    | Nombre                                       | Chino (S)               | Pinyin                           |
| -------------------------------------- | -------------------------------------------- | ----------------------- | -------------------------------- |
| Ciudad de Shenyang 沈阳市 Shěnyáng Shì | Sector de Shenhe District                    | 沈河区                  | Shěnhé Qū                        |
| Ciudad de Shenyang 沈阳市 Shěnyáng Shì | Sector de Heping                             | 和平区                  | Hépíng Qū                        |
| Ciudad de Shenyang 沈阳市 Shěnyáng Shì | Sector de Dadong                             | 大东区                  | Dàdōng Qū                        |
| Ciudad de Shenyang 沈阳市 Shěnyáng Shì | Sector de Huanggu                            | 皇姑区                  | Huánggū Qū                       |
| Ciudad de Shenyang 沈阳市 Shěnyáng Shì | Sector de Tiexi                              | 铁西区                  | Tiěxī Qū                         |
| Ciudad de Shenyang 沈阳市 Shěnyáng Shì | Sector de Sujiatun                           | 苏家屯区                | Sūjiātún Qū                      |
| Ciudad de Shenyang 沈阳市 Shěnyáng Shì | Sector de Dongling                           | 东陵区                  | Dōnglíng Qū                      |
| Ciudad de Shenyang 沈阳市 Shěnyáng Shì | Sector de Xinchengzi                         | 新城子区                | Xīngchéngzǐ Qū                   |
| Ciudad de Shenyang 沈阳市 Shěnyáng Shì | Sector de Yuhong                             | 于洪区                  | Yúhóng Qū                        |
| Ciudad de Shenyang 沈阳市 Shěnyáng Shì | Ciudad de Xinmin                             | 新民市                  | Xīnmín Shì                       |
| Ciudad de Shenyang 沈阳市 Shěnyáng Shì | Distrito de Liaozhong                        | 辽中县                  | Liáozhōng Xiàn                   |
| Ciudad de Shenyang 沈阳市 Shěnyáng Shì | Distrito de Kangping                         | 康平县                  | Kāngpíng Xiàn                    |
| Ciudad de Shenyang 沈阳市 Shěnyáng Shì | Distrito de Faku                             | 法库县                  | Fǎkù Xiàn                        |
| Ciudad de Chaoyang 朝阳市 Cháoyáng Shì | Sector de Shuangta                           | 双塔区                  | Shuāngtǎ Qū                      |
| Ciudad de Chaoyang 朝阳市 Cháoyáng Shì | Sector de Longcheng                          | 龙城区                  | Lóngchéng Qū                     |
| Ciudad de Chaoyang 朝阳市 Cháoyáng Shì | Ciudad de Beipiao                            | 北票市                  | Běipiào Shì                      |
| Ciudad de Chaoyang 朝阳市 Cháoyáng Shì | Ciudad de Lingyuan                           | 凌源市                  | Língyuán Shì                     |
| Ciudad de Chaoyang 朝阳市 Cháoyáng Shì | Distrito de Chaoyang                         | 朝阳县                  | Cháoyáng Xiàn                    |
| Ciudad de Chaoyang 朝阳市 Cháoyáng Shì | Distrito de Jianping                         | 建平县                  | Jiànpíng Xiàn                    |
| Ciudad de Chaoyang 朝阳市 Cháoyáng Shì | Distrito Autónomo Mongol Izquierdo de Harqin | 喀喇沁左翼 蒙古族自治县 | Kālāqìn Zuǒyì Měnggǔzú Zìzhìxiàn |
| Ciudad de Fuxin 阜新市 Fùxīn Shì       | Sectpr de Haizhou                            | 海州区                  | Hǎizhōu Qū                       |
| Ciudad de Fuxin 阜新市 Fùxīn Shì       | Sector de Xinqiu                             | 新邱区                  | Xīnqiū Qū                        |
| Ciudad de Fuxin 阜新市 Fùxīn Shì       | Sector de Taiping                            | 太平区                  | Tàipíng Qū                       |
| Ciudad de Fuxin 阜新市 Fùxīn Shì       | Sector de Qinghemen                          | 清河门区                | Qīnghémén Qū                     |
| Ciudad de Fuxin 阜新市 Fùxīn Shì       | Sector de Xihe                               | 细河区                  | Xìhé Qū                          |
| Ciudad de Fuxin 阜新市 Fùxīn Shì       | Distrito de Zhangwu                          | 彰武县                  | Zhāngwǔ Xiàn                     |
| Ciudad de Fuxin 阜新市 Fùxīn Shì       | Distrito Autónomo Mongol de Fuxin            | 阜新蒙古族自治县        | Fùxīn Měnggǔzú Zìzhìxiàn         |
| Ciudad de Tieling 铁岭市 Tiělǐng Shì   | Sector de Yinzhou                            | 银州区                  | Yínzhōu Qū                       |
| Ciudad de Tieling 铁岭市 Tiělǐng Shì   | Sector de Qinghe                             | 清河区                  | Qīnghé Qū                        |
| Ciudad de Tieling 铁岭市 Tiělǐng Shì   | Ciudad de Diaobingshan                       | 调兵山市                | Diàobīngshān Shì                 |
| Ciudad de Tieling 铁岭市 Tiělǐng Shì   | Ciudad de Kaiyuan                            | 开原市                  | Kāiyuán Shì                      |
| Ciudad de Tieling 铁岭市 Tiělǐng Shì   | Distrito de Tieling                          | 铁岭县                  | Tiělǐng Xiàn                     |
| Ciudad de Tieling 铁岭市 Tiělǐng Shì   | Distrito de Xifeng                           | 西丰县                  | Xīfēng Xiàn                      |
| Ciudad de Tieling 铁岭市 Tiělǐng Shì   | Distrito de Changtu                          | 昌图县                  | Chāngtú Xiàn                     |
| Ciudad de Fushun 抚顺市 Fǔshùn Shì     | Sector de Shuncheng                          | 顺城区                  | Shùnchéng Qū                     |
| Ciudad de Fushun 抚顺市 Fǔshùn Shì     | Sector de Xinfu                              | 新抚区                  | Xīnfǔ Qū                         |
| Ciudad de Fushun 抚顺市 Fǔshùn Shì     | Sector de Dongzhou                           | 东洲区                  | Dōngzhōu Qū                      |
| Ciudad de Fushun 抚顺市 Fǔshùn Shì     | Sector de Wanghua                            | 望花区                  | Wànghuā Qū                       |
| Ciudad de Fushun 抚顺市 Fǔshùn Shì     | Distrito de Fushun                           | 抚顺县                  | Fǔshùn Xiàn                      |
| Ciudad de Fushun 抚顺市 Fǔshùn Shì     | Distrito Autónomo Manchú de Xinbin           | 新宾满族自治县          | Xīnbīn Mǎnzú Zìzhìxiàn           |
| Ciudad de Fushun 抚顺市 Fǔshùn Shì     | Distrito Autónomo Manchú de Qingyuan         | 清原满族自治县          | Qīngyuán Mǎnzú Zìzhìxiàn         |
| Ciudad de Benxi 本溪市 Běnxī Shì       | Sector de Pingshan                           | 平山区                  | Píngshān Qū                      |
| Ciudad de Benxi 本溪市 Běnxī Shì       | Sector de Xihu                               | 溪湖区                  | Xīhú Qū                          |
| Ciudad de Benxi 本溪市 Běnxī Shì       | Sector de Mingshan                           | 明山区                  | Míngshān Qū                      |
| Ciudad de Benxi 本溪市 Běnxī Shì       | Sector de Nanfen                             | 南芬区                  | Nánfēn Qū                        |
| Ciudad de Benxi 本溪市 Běnxī Shì       | Distrito Autónomo Manchú de Benxi            | 本溪满族自治县          | Běnxī Mǎnzú Zìzhìxiàn            |
| Ciudad de Benxi 本溪市 Běnxī Shì       | Distrito Autónomo Manchú de Huanren          | 桓仁满族自治县          | Huánrén Mǎnzú Zìzhìxiàn          |
| Ciudad de Liaoyang 辽阳市 Liáoyáng Shì | Sector de Baita                              | 白塔区                  | Báitǎ Qū                         |
| Ciudad de Liaoyang 辽阳市 Liáoyáng Shì | Sector de Wensheng                           | 文圣区                  | Wénshèng Qū                      |
| Ciudad de Liaoyang 辽阳市 Liáoyáng Shì | Sector de Hongwei                            | 宏伟区                  | Hóngwěi Qū                       |
| Ciudad de Liaoyang 辽阳市 Liáoyáng Shì | Sector de Gongchangling                      | 弓长岭区                | Gōngchánglǐng Qū                 |
| Ciudad de Liaoyang 辽阳市 Liáoyáng Shì | Sector de Taizihe                            | 太子河区                | Tàizǐhé Qū                       |
| Ciudad de Liaoyang 辽阳市 Liáoyáng Shì | Ciudad de Dengta                             | 灯塔市                  | Dēngtǎ Shì                       |
| Ciudad de Liaoyang 辽阳市 Liáoyáng Shì | Distrito de Liaoyang                         | 辽阳县                  | Liáoyáng Xiàn                    |
| Ciudad de Anshan 鞍山市 Ānshān Shì     | Sector de Tiedong                            | 铁东区                  | Tiědōng Qū                       |
| Ciudad de Anshan 鞍山市 Ānshān Shì     | Sector de Tiexi                              | 铁西区                  | Tiěxī Qū                         |
| Ciudad de Anshan 鞍山市 Ānshān Shì     | Sector de Lishan                             | 立山区                  | Lìshān Qū                        |
| Ciudad de Anshan 鞍山市 Ānshān Shì     | Sector de Qianshan                           | 千山区                  | Qiānshān Qū                      |
| Ciudad de Anshan 鞍山市 Ānshān Shì     | Ciudad de Haicheng                           | 海城市                  | Hǎichéng Shì                     |
| Ciudad de Anshan 鞍山市 Ānshān Shì     | Distrito de Tai'an                           | 台安县                  | Tái'ān Xiàn                      |
| Ciudad de Anshan 鞍山市 Ānshān Shì     | Distrito Autónomo Manchú de Xiuyan           | 岫岩满族自治县          | Xiùyán Mǎnzú Zìzhìxiàn           |
| Ciudad de Dandong 丹东市 Dāndōng Shì   | Sector de Zhenxing                           | 振兴区                  | Zhènxīng Qū                      |
| Ciudad de Dandong 丹东市 Dāndōng Shì   | Sector de Yuanbao                            | 元宝区                  | Yuánbǎo Qū                       |
| Ciudad de Dandong 丹东市 Dāndōng Shì   | Sector de Zhen'an                            | 振安区                  | Zhèn'ān Qū                       |
| Ciudad de Dandong 丹东市 Dāndōng Shì   | Ciudad de Fengcheng                          | 凤城市                  | Fèngchéng Shì                    |
| Ciudad de Dandong 丹东市 Dāndōng Shì   | Ciudad de Donggang                           | 东港市                  | Dōnggǎng Shì                     |
| Ciudad de Dandong 丹东市 Dāndōng Shì   | Distrito Autónomo Manchú de Kuandian         | 宽甸满族自治县          | Kuāndiàn Mǎnzú Zìzhìxiàn         |
| Ciudad de Dalian 大连市 Dàlián Shì     | Sector de Xigang                             | 西岗区                  | Xīgǎng Qū                        |
| Ciudad de Dalian 大连市 Dàlián Shì     | Sector de Zhongshan                          | 中山区                  | Zhōngshān Qū                     |
| Ciudad de Dalian 大连市 Dàlián Shì     | Sector de Shahekou                           | 沙河口区                | Shākékǒu Qū                      |
| Ciudad de Dalian 大连市 Dàlián Shì     | Sector de Ganjingzi                          | 甘井子区                | Gānjǐngzi Qū                     |
| Ciudad de Dalian 大连市 Dàlián Shì     | Sector de Lushunkou                          | 旅顺口区                | Lǚshùnkǒu Qū                     |
| Ciudad de Dalian 大连市 Dàlián Shì     | Sector de Jinzhou                            | 金州区                  | Jīnzhōu Qū                       |
| Ciudad de Dalian 大连市 Dàlián Shì     | Ciudad de Wafangdian                         | 瓦房店市                | Wǎfángdiàn Shì                   |
| Ciudad de Dalian 大连市 Dàlián Shì     | Ciudad de Pulandian                          | 普兰店市                | Pǔlándiàn Shì                    |
| Ciudad de Dalian 大连市 Dàlián Shì     | Ciudad de Zhuanghe                           | 庄河市                  | Zhuānghé Shì                     |
| Ciudad de Dalian 大连市 Dàlián Shì     | Distrito de Changhai                         | 长海县                  | Chánghǎi Xiàn                    |
| Ciudad de Yingkou 营口市 Yíngkǒu Shì   | Sector de Zhanqian                           | 站前区                  | Zhànqián Qū                      |
| Ciudad de Yingkou 营口市 Yíngkǒu Shì   | Sector de Xishi                              | 西市区                  | Xīshì Qū                         |
| Ciudad de Yingkou 营口市 Yíngkǒu Shì   | Sector de Bayuquan                           | 鲅鱼圈区                | Bàyúquān Qū                      |
| Ciudad de Yingkou 营口市 Yíngkǒu Shì   | Sector de Laobian                            | 老边区                  | Lǎobiān Qū                       |
| Ciudad de Yingkou 营口市 Yíngkǒu Shì   | Ciudad de Dashiqiao                          | 大石桥市                | Dàshíqiáo Shì                    |
| Ciudad de Yingkou 营口市 Yíngkǒu Shì   | Ciudad de Gaizhou                            | 盖州市                  | Gàizhōu Shì                      |
| Ciudad de Panjin 盘锦市 Pánjǐn Shì     | Sector de Xinglongtai                        | 兴隆台区                | Xīnglóngtái Qū                   |
| Ciudad de Panjin 盘锦市 Pánjǐn Shì     | Sector de Shuangtaizi                        | 双台子区                | Shuāngtáizi Qū                   |
| Ciudad de Panjin 盘锦市 Pánjǐn Shì     | Distrito de Dawa                             | 大洼县                  | Dàwā Xiàn                        |
| Ciudad de Panjin 盘锦市 Pánjǐn Shì     | Distrito de Panshan                          | 盘山县                  | Pánshān Xiàn                     |
| Ciudad de Jinzhou 锦州市 Jǐnzhōu Shì   | Sector de Taihe                              | 太和区                  | Tàihé Qū                         |
| Ciudad de Jinzhou 锦州市 Jǐnzhōu Shì   | Sector de Guta                               | 古塔区                  | Gǔtǎ Qū                          |
| Ciudad de Jinzhou 锦州市 Jǐnzhōu Shì   | Sector de Linghe                             | 凌河区                  | Línghé Qū                        |
| Ciudad de Jinzhou 锦州市 Jǐnzhōu Shì   | Ciudad de Linghai                            | 凌海市                  | Línghǎi Shì                      |
| Ciudad de Jinzhou 锦州市 Jǐnzhōu Shì   | Ciudad de Beizhen                            | 北镇市                  | Běizhèn Shì                      |
| Ciudad de Jinzhou 锦州市 Jǐnzhōu Shì   | Distrito de Heishan                          | 黑山县                  | Hēishān Xiàn                     |
| Ciudad de Jinzhou 锦州市 Jǐnzhōu Shì   | Distrito de Yi                               | 义县                    | Yì Xiàn                          |
| Ciudad de Huludao 葫芦岛市 Húludǎo Shì | Sector de Longgang                           | 龙港区                  | Lónggǎng Qū                      |
| Ciudad de Huludao 葫芦岛市 Húludǎo Shì | Sector de Lianshan                           | 连山区                  | Liánshān Qū                      |
| Ciudad de Huludao 葫芦岛市 Húludǎo Shì | Sector de Nanpiao                            | 南票区                  | Nánpiào Qū                       |
| Ciudad de Huludao 葫芦岛市 Húludǎo Shì | Ciudad de Xingcheng                          | 兴城市                  | Xīngchéng Shì                    |
| Ciudad de Huludao 葫芦岛市 Húludǎo Shì | Distrito de Suizhong                         | 绥中县                  | Suízhōng Xiàn                    |
| Ciudad de Huludao 葫芦岛市 Húludǎo Shì | Distrito de Jianchang                        | 建昌县                  | Jiànchāng Xiàn                   |

- Datos: Q1148002